# Бхагван Дас
Бхагван Дас (хин. भगवान दास, англ. Bhagwan Das; 12 января 1869, Варанаси, Британская Индия, Британская империя — 18 сентября 1958, Варанаси, Уттар-Прадеш, Индия) — индийский теософ, политический и общественный деятель, писатель
.

## Биография
Родился в богатой купеческой семье. В 1888 году в возрасте 19 лет получил степень магистра философии.
Под влиянием трудов А. Безант в 1894 году присоединился к Теософскому обществу, а после его раскола в 1895 году — к теософскому обществу Адьяр. Выступал против культа Джидду Кришнамурти. Некоторое время возглавлял индийскую секцию теософского общества Адьяр. Участвовал в создании Центрального индуистского колледжа, который позже стал Центральной индуистской школой.
Был знатоком санскрита и хинди. Написал около 30 книг, многие из них на санскрите и хинди. Большинство его работ посвящены философии и знаниям древней Индии. Автор работ по теософии, метафизике, этике, евгенике, психологии и др.
Избирался в законодательное собрание Британской Индии. Принимал активное участие в освободительной борьбе, при этом отказываясь от применения силы в протестах. Как защитник национальной свободы от британского правления, часто подвергался репрессиям со стороны колониального правительства.
В 1955 году был награждён Бхарат ратна, высшей гражданской государственной наградой Индии.
Отец государственного деятеля Шри Пракаши.

## Избранные публикации
- A concordance dictionary to The yoga-sutras of Patanjali. Kaashai, Benares 1938.
- A few Truths about Theosophy. in The Theosophist, Adyar September 1889.
- Ancient solutions of modern problems. Theosophical Publishing House, Adyar 1933.
- Ancient versus modern «scientific socialism», or, Theosophy and capitalism, fascism, communism.
- Theosophical Publishing House, Adyar 1934.
- Annie Besant and the changing world. Theosophical Publishing House, Adyar 1934.
- Communalism and its cure by theosophy, Or spiritual health, the only sure basis of material wealth.
- Theosophical Publishing House, Adyar 1934.
- Eugenics, Ethics and Metaphysics. Theosophical Publishing House, Adyar 1930.
- Indian ideals of women’s education. Current Thought Press, Madras 1929.
- Krishna, a study in the theory of Avataras. Theosophical Publishing House, Adyar 1924.
- My picture of free India. Indian Book Shop, Benares et al. 1944.
- The central Hindu college and Mrs. Besant, the rise of the Alcyone cult. Divine Life Press, London 1913.
- The dawn of another Renaissance. Theosophical Publishing House, Adyar 1931.
- The essential Unity of all Religions. Theosophical Press, Wheaton 1939.
- The Ethico-Psychological Crux in Political Science and Art, or, Who Should be Legislators?.
- Theosophical Publishing House, Adyar 1931. [11]
- The fundamental idea of theosophy. Theosophist Office, Madras 1912.
- The metaphysics and psychology of Theosophy. in The Theosophist, Adyar 1916.
- The philosophy of non-co-operation and of spiritual-political swaraj. Tagore & Co., Madras 1922.
- The psychology of conversion. Theosophical Publishing House, Adyar 1917.
- The religion of theosophy. Theosophist Office, Madras 1911.
- The science of peace, an attempt at an exposition of the first principles of the science of the self. * Theosophical Publishing House, Benares et al. 1904.
- The science of religion, or, Sanatana vaidika dharma, an attempt at an exposition of principles.
- Indian Book Shop, Benares 1948.
- The Science of Social Organization, or, The Laws of Manu in the Light of Atma Vidya. Theosophical Publishing House, Adyar 1935.
- The science of social organisation, or, The laws of Manu in the light of Theosophy. Theosophist Office, Adyar 1910.
- The science of the emotions. Theosophical Publishing House, Benares et al. 1908.
- The spiritualisation of the science of politics by Brahma-vidya. Theosophical Publishing House, Adyar 1919.
- The superphysics of the Great War. Theosophical Publishing House, Adyar 1916.